# Ionuț-Cătălin Sindile
Ionuț-Cătălin Sindile (n. 14 mai 1978, Turnu Măgurele, Teleorman, România) a fost Inspectorul General al Jandarmeriei Române in perioada august 2018 - august 2019. Acesta a devenit Inspector General în anul 2018, după ce a ocupat funcția de Prim Adjunct al Inspectorului General și șef al Statului Major timp de 1 an (August 2017 - August 2018).

## Biografie
Ionuț-Cătălin Sindile s-a născut pe 14 mai 1978, în municipiul Turnu Măgurele, din județul Teleorman.
Colonelul este unul dintre cei mai premiați jandarmi, acesta are un CV bogat în supraspecializări și misiuni internaționale cu greutate pentru imaginea României. În cadrul acestei experiențe profesionale, a publicat și un manual didactic intitulat „Manualul de tactici și procedee de restabilire a ordinii publice, Ochiuri”.
A urmat Academia Română de Poliție (1996-2000, arma Jandarmerie), Centrul de studii postuniversitare al Academiei de Poliție din România (2002) și Universitatea Valahia din Târgoviște (2007). Între anii 1992 și 1996 a învățat la Colegiul Național Unirea din Turnu-Măgurele, la profilul Matematică-Informatică. De-a lungul carierei sale, a obținut multiple brevete și certificări recunoscute la nivel european, cum ar fi Centrul Național de Antrenament al Jandarmeriei Franceze, Colegiul European de Securitate și Apărare, cursuri ale Poliției Federale Germane, etc.
A fost premiat cu Medalia pentru Serviciu EULEX, pentru o misiune internațională în Kosovo, în anul 2008, și cu Medalia pentru Serviciu EUMM, pentru o misiune internațională în Georgia, în anul 2012. A fost decorat de Traian Băsescu, în 2010, pentru multiple misiuni internaționale sub egida EULEX, în Kosovo.
În 2018, a reprezentat Jandarmeria Română la Summit-ul FIEP (International Association of Gendarmeries and Police Forces with Military Status) organizat în Antalya, Turcia. Colonelul Ionuț-Cătălin Sindile a participat la proiectului “Sprijin pentru dezvoltarea Gărzii Naționale din Ucraina” ce a avut loc în Kiev, Ucraina. A făcut prezentări de specialitate în calitate de expert Colegiul European de Poliție / ofițeri de poliție irakieni în cadrul EUJUSTLEX și a ținut seminarii pentru studenții de anul I-III ai Academiei de Poliție "Alexandru Ioan Cuza". 

## Premii și distincții
EULEX Kosovo Service Medal 2008 (Medalia pentru serviciu, EULEX Kosovo, 2008).
EUMM Georgia Service Medal 2012 (Medalia pentru serviciu, EUMM Georgia, 2012).
Virtutea Militară în Grad de Cavaler – în anul 2009, Kosovo.
De asemenea, acesta a fost decorat de Traian Băsescu, în 2010, pentru înaltul profesionalism dovedit pe timpul executării misiunilor internaționale sub egida EULEX, în Kosovo.

## Studii
Academia Română de Poliție (1996 - 2000).
Centrul de studii postuniversitare al Academiei de Poliție din România - Licențiat în Managementul Ordinii Publice (2002).
Universitatea Valahia din Târgoviște - Licențiat în Studii Pedagogice (2007).
Centrul Național de Antrenament al Jandarmeriei Franceze - Brevet Monitor de Intervenție Profesională (2008).
Colegiul Național pentru Afaceri Interne din România - Managementul afacerilor interne (2013).
Colegiul European de Securitate și Apărare - Cursuri de orientare a politicii comune de apărare a securității (2013).